# Sola scriptura
Sola scriptura (з латини — «тільки писання») — один з найважливіших стовпів Реформації XVI століття. Вчення в протестантизмі згідно з яким тільки Біблія є безпомилковим джерелом вчення для всіх вірян. Саме Біблією, згідно із Sola scriptura, визначається істинність церковного Передання і сучасних християнських творів, а не навпаки. Це вчення в православній та католицькій церкві вважається єрессю

## В лютеранстві

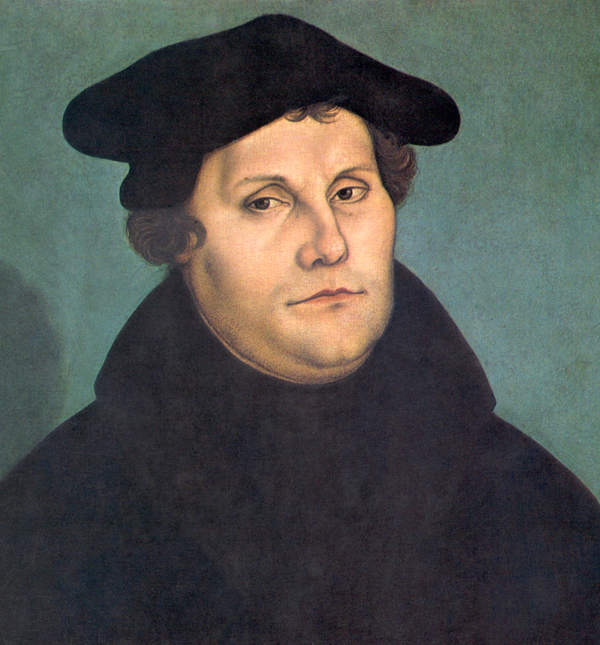
Sola scriptura була одним з основних теологічних вірувань, які Мартін Лютер проголосив проти католицької церкви під час протестантської Реформації

В лютеранстві як віронавчального документа прийнята Книга злагоди, яка містить Формулу злагоди, що починається зі слів: «Віруємо, вчимо і сповідуємо, що єдиним і абсолютним правилом і стандартом, згідно з яким повинні оцінюватися всі догмати й всі вчителі, є тільки пророчі й апостольського Письма Старого і Нового Завітів, як сказано в Пс. 118:105: „Слово Твоє — світильник нозі моїй і світло для стежки моєї“. І як каже Св. Павло: „Але якби навіть ... Ангел з неба став благовістити вам не те, що ми вам благовістили, нехай буде проклятий“ (Гал.1: 8). Інші ж писання древніх або сучасних вчителів, ким би вони не були створені, не повинні розцінюватися як рівні Святим Писанням, але всі вони разом узяті повинні бути підпорядковані їм і не можуть прийматися інакше або більш ніж свідоцтва [показують], як і де це [справжнє] пророче і апостольське вчення зберігалося після апостольських часів».
Лютеранський автор Роберт Пройз з ЛЦМС називає Sola Scriptura своєрідним паролем «для всякого істинного лютеранина, будь він пастором або парафіянином».

## Prima scriptura
Sola scriptura можна протиставити prima scriptura, в якій говориться, що крім канонічних писань існують і інші керівництва для вірян. Сюди відносяться загальне одкровення, традиції, духовні дари, містицизм, відвідування ангелів, совість, здоровий глузд і т.д.. Prima scriptura передбачає, що способи пізнання або розуміння Бога і його волі, не виходять тільки з канону Біблії, а можуть бути також корисні для тлумачення цього писання, але повинні перевірятися каноном і виправлятися згідно з ним, якщо виявиться, що вони суперечать священним писанням.
Двома християнськими конфесіями, що підтримують положення prima scriptura, є англіканство і методизм. 